# 第16軍団 (北軍)
南北戦争中の北軍第16軍団（XVI Army Corps）は、テネシー軍傘下の軍団であるが、その師団は各地の戦線に派遣され、軍団としてまとまって戦うことは稀であった。

## 歴史

### 創設とビックスバーグの戦い
1862年12月18日、テネシー軍は4個の軍団に分割され、この際に第16軍団が創設された。軍団長にはスティーブン・ハールバット（Stephen A. Hurlbut）が就任した。4個師団構成で、第1師団長はウィリアム・スミス（William Sooy Smith）、第2師団長グレンビル・ドッジ、第3師団長ネイサン・キムボール（Nathan Kimball）、第4師団長ジェイコブ・ラウマン（Jacob Gartner Lauman）であった。これらの師団は、テネシー州メンフィス、ミシシッピ州ラグランジェ、ミシシッピ州コリンス、それぞれの近郊で守備任務についた。テネシー軍のビックスバーグの包囲戦が始まると、ユリシーズ・グラント少将は、戦力強化のために周辺の部隊を呼び寄せた。1863年6月12日、スミス、キムボールおよびラウマンの師団はビックスバーグに向かうよう命令を受けた。軍団長のハールバットと第2師団長のドッジは、守備任務のためテネシーに留まった。ビックスバーグの陥落後、1863年7月にはウィリアム・シャーマンのジャクソン遠征（Jackson Expedition）が行われたが、この時スミスの師団は第9軍団に、ラウマンの師団は第13軍団に付属して参加した。
1864年、軍団はそれぞれ2個師団からなる左翼と右翼に分割された。

### 左翼
左翼の司令官にはドッジが就任し、シャーマンのアトランタ方面作戦に加わった。隷下の部隊は、トーマス・スウィーニー（Thomas William Sweeny）准将の第2師団、ジェームズ・ヴィーチ（James C. Veatch）准将の第4師団であった。これらの師団は、1864年7月22日のアトランタの戦いでめざましく戦い、南軍のジョン・ベル・フッド大将の側面攻撃を撃退した。この戦いでは、第4師団はジョン・フラー（John W. Fuller）が率いていた。

### 右翼
アトランタ方面作戦に参加しなった師団は、ミシシッピ川渓谷の防衛任務に残された。キムボール、ラウマン、スミスの師団は恒久的に他の軍団に異動となり、代わりに第15軍団からジェームズ・タトル（James M. Tuttle）の師団、第13軍団からアンドリュー・スミス（Andrew Jackson Smith）の師団が加わった。軍団長のハールバットがこれら師団からなる右翼を直接指揮し、1864年2月のメリディアン遠征（Meridian Expedition）に参加した。レッド川方面作戦の間、右翼はナサニエル・バンクス少将のメキシコ湾岸軍に付属され、スミスが指揮をとった。タトルの第1師団はジョセフ・マウワー（Joseph A. Mower）が率い、スミスの師団もマウワーの指揮下に入った。第17軍団からの1個師団が右翼に加わった。この師団は「レッド川師団」と呼ばれ、トーマス・スミス（Thomas Kilby Smith）が師団長を務めた。
レッド川師団はルイジアナに留まり、スミスが他の右翼部隊を率い、アトランタ方面作戦中のシャーマンの補給線を守るためにミシシッピ州へと向かい、トゥーペロの戦いで南軍に勝利した。このときの構成部隊は、マウワーの第1師団と、デビッド・ムーア（David Hastings Moore）大佐の第2師団に加え、ベンジャミン・グリアソン准将の騎兵師団が一時的に付属されていた。

### 解散
第16軍団は1864年11月7日に解散された。しかし、スミスは隷下の2個師団の指揮を引き続き執り、スターリング・プライスのミズーリ襲撃に対応するためにミズーリに送られた。この際にスミスの部隊、すなわち以前の第16軍団右翼は、正式に「テネシー軍分遣隊」と命名された。スミスはその後テネシーに送られジョージ・ヘンリー・トーマス少将のナッシュビルの戦いに参加した。ナッシュビルではスミスは3個師団を率いており、師団長はそれぞれ第1師団ジョン・マッカーサー（John McArthur）、第2師団ケナー・ギャラード（Kenner Garrard）および第3師団ジョナサン・ムーアであった。マッカーサーの師団は、この2日間の戦いで重要な役割を果たした。

### 再編成
1865年2月18日、スミスのテネシー軍分遣隊は、第16軍団に名称変更された。ナッシュビルの戦いの時点と同じく3個師団編成であったが、ムーアに代わってユージン・カー（Eugene Asa Carr）が第3師団長となった。新生第16軍団はエドワード・キャンビー少将のアラバマ州モービルに対する作戦に参加し、スパニッシュ砦の戦い（Battle of Spanish Fort）とブレイクリー砦の戦い（Battle of Fort Blakely）で戦った。ブレイクリー砦は1865年4月9日に降伏したが、これはロバート・E・リーがアポマトックス・コートハウスで降伏したのと同じ日であり、また最後の歩兵戦であった。第16軍団は7月20日に解散した。

## 参考資料
- XVI Corps history